# Joost van Dyk
Joost van Dyk, também referido como Joost van Dyke, foi um pirata dos Países Baixos que viveu entre os séculos XVI e XVII. Faleceu em torno de 1631 mas os meios, a maneira e a data de sua morte remanescem matéria de especulação histórica.